# 蒼井翔太 LIVE 2016 WONDER lab. 〜僕たちのsign〜
『蒼井翔太 LIVE 2016 WONDER lab. 〜僕たちのsign〜』（あおいしょうた ライブ にせんじゅうろく ワンダー ラボ ぼくたちのサイン）は、蒼井翔太の1作目の映像作品（ライブ・ビデオ）。2016年10月19日にキングレコードよりDVD、Blu-ray Discで発売された。

## 概要
2016年3月13日に日本武道館にて開催されたライブ『蒼井翔太 LIVE 2016 WONDER lab. 〜僕たちのsign〜』の模様を収録。特典映像として、メイキング映像等を収録。 初回製造分のみスペシャルBOX仕様。
1枚目から5枚目までのシングルとミニアルバム『ブルーバード』、オリジナルアルバム『UNLIMITED』、ベストアルバム『S』に収録されている楽曲に加えて、SHOWTA.名義で音楽活動をしていた頃のデビュー曲「願い星」、キャラクターソング「CLOSED」など全24曲が演奏された。

## 収録曲

### DISC1
「蒼井翔太 LIVE 2016 WONDER lab. 〜僕たちのsign〜」 2016.3.13 東京・日本武道館（165分）
1. Why, pessimistic?
2. UNLIMITED
3. SETSUNA DROP
4. ユメノツヅキ
5. 汝の言霊（きみのことば）
6. spilt memories
7. タッチ ツー テイク トリコ
8. SHOT A LOVE!
9. CLOSED
ゲーム『Cafe Cuillere 〜カフェ キュイエール〜』エンディングテーマ。咲久間湊（CV.蒼井翔太）名義の楽曲。 [9]
10. NO WEAK⇔YES WEEK
11. HEAVEN!
12. 秘密のクチヅケ
13. MURASAKI
14. 月下の華
15. 哀唄
16. Brilliant Moon〜月白炎（つきかげろう）〜
17. Virginal
18. 天使の祈り
19. 君のとなりで
20. ブルーバード
21. Melodia

アンコール
1. 絶世スターゲイト
2. TRUE HEARTS

ダブルアンコール
1. 願い星

### DISC2
- SHOUTA AOI LIVE DOCUMENTARY 〜make a lab.〜（43分）